# Sam Oud
Samuel ("Sam") Victor Alexander Oud (Woerden, 3 september 1978) is een Nederlandse slalomkanoër. Hij vertegenwoordigde Nederland op de Olympische zomerspelen in 2004 in Athene waar hij de achtste plaats behaalde bij de k1-slalom voor heren.